# 三ツ井
三ツ井（みつい）は、愛知県一宮市の地名。同市の丹陽町三ツ井（たんようちょうみつい）についても当記事で取り扱う。

## 地理

### 河川・池沼
- 青木川

### 交通
- 国道22号
- 愛知県道166号小牧岩倉一宮線
- 愛知県道25号春日井一宮線
- 愛知県道155号井之口江南線
- 愛知県道153号浅井清須線
- 名神高速道路尾張一宮パーキングエリア（上り）

### 施設
- 鬼ヶ島公園
- 丹陽保育園
- 三井食品工業
- 休郷公園
- 一宮丹陽郵便局
- 一宮市立丹陽小学校
- 丹陽児童館
- 三ツ井公園
- 東邦ガスネットワーク丹陽供給所
- 一宮市立丹陽中学校

## 歴史

### 地名の由来
『尾張国地名考』によれば、用水の井に関連するとされる。

### 沿革
- 江戸時代 - 丹羽郡三井重吉村から分村し、三ツ井村となる[1]。
- 1889年（明治22年） - 三重島村大字三ツ井となる[1]。
- 1906年（明治39年） - 丹陽村大字三ツ井となる[1]。
- 1955年（昭和30年）1月1日 - 一宮市丹陽町三ツ井となる[1]。
- 1975年（昭和50年） - 一部が稲沢市に編入され、同市丹陽町三ツ井が成立[1]。
- 1976年（昭和51年） - 稲沢市丹陽町三ツ井が赤池真崎町となり、消滅[1]。
- 1977年（昭和52年） - 一宮市丹陽町三ツ井の一部が同市平島に編入される[1]。

### 人口の変遷
国勢調査による人口および世帯数の推移。

#### 丹陽町三ツ井
| 1995年（平成7年）  | 875世帯 2797人 |  |
| 2000年（平成12年） | 27世帯 69人    |  |
| 2005年（平成17年） | 24世帯 65人    |  |
| 2010年（平成22年） | 15世帯 38人    |  |
| 2015年（平成27年） | 12世帯 25人    |  |
| 2020年（令和2年）  | 4世帯 12人     |  |

#### 三ツ井
| 2000年（平成12年） | 1056世帯 3128人 |  |
| 2005年（平成17年） | 1167世帯 3250人 |  |
| 2010年（平成22年） | 1221世帯 3241人 |  |
| 2015年（平成27年） | 1353世帯 3308人 |  |
| 2020年（令和2年）  | 1487世帯 3379人 |  |

### WEB
1. 1 2  “愛知県一宮市の町丁・字一覧”.   人口統計ラボ. 2024年4月20日閲覧。
2. 1 2 3 4  総務省統計局 (2022年2月10日). “令和2年国勢調査の調査結果(e-Stat) - 男女別人口，外国人人口及び世帯数－町丁・字等” (CSV). 2023年8月2日閲覧。
3. 1 2  “読み仮名データの促音・拗音を小書きで表記するもの(zip形式) 愛知県” (zip).   日本郵便 (2024年2月29日). 2024年3月26日閲覧。
4. 1 2  “市外局番の一覧” (PDF).   総務省 (2022年3月1日). 2022年3月22日閲覧。
5. ↑  “ナンバープレートについて”.   一般社団法人愛知県自動車会議所. 2024年1月21日閲覧。
6. ↑  “ナンバープレートについて”.   一般社団法人愛知県自動車会議所. 2024年1月21日閲覧。
7. ↑  総務省統計局 (2014年3月28日). “平成7年国勢調査の調査結果(e-Stat) - 男女別人口及び世帯数 －町丁・字等” (CSV). 2021年7月20日閲覧。
8. ↑  総務省統計局 (2014年5月30日). “平成12年国勢調査の調査結果(e-Stat) - 男女別人口及び世帯数 －町丁・字等” (CSV). 2021年7月20日閲覧。
9. ↑  総務省統計局 (2014年6月27日). “平成17年国勢調査の調査結果(e-Stat) - 男女別人口及び世帯数 －町丁・字等” (CSV). 2021年7月21日閲覧。
10. ↑  総務省統計局 (2012年1月20日). “平成22年国勢調査の調査結果(e-Stat) - 男女別人口及び世帯数 －町丁・字等” (CSV). 2021年7月21日閲覧。
11. ↑  総務省統計局 (2017年1月27日). “平成27年国勢調査の調査結果(e-Stat) - 男女別人口及び世帯数 －町丁・字等” (CSV). 2021年7月21日閲覧。
12. ↑  総務省統計局 (2014年5月30日). “平成12年国勢調査の調査結果(e-Stat) - 男女別人口及び世帯数 －町丁・字等” (CSV). 2021年7月20日閲覧。
13. ↑  総務省統計局 (2014年6月27日). “平成17年国勢調査の調査結果(e-Stat) - 男女別人口及び世帯数 －町丁・字等” (CSV). 2021年7月21日閲覧。
14. ↑  総務省統計局 (2012年1月20日). “平成22年国勢調査の調査結果(e-Stat) - 男女別人口及び世帯数 －町丁・字等” (CSV). 2021年7月21日閲覧。
15. ↑  総務省統計局 (2017年1月27日). “平成27年国勢調査の調査結果(e-Stat) - 男女別人口及び世帯数 －町丁・字等” (CSV). 2021年7月21日閲覧。

### 書籍
1. 1 2 3 4 5 6 7 8  「角川日本地名大辞典」編纂委員会 1989, p. 1275.